# Banco di Sicilia
Ne doit pas être confondu avec Banco di Sicilia Ribera.
Banco di Sicilia est une ancienne banque italienne basée à Palerme, en Sicile. 
Créée en 1849 sous le nom de Banco Regio dei Reali Domini al di là del Faro par l'unification des Casse di Corte de Messine et Palerme, la banque prend son nom lors de l'expédition des Mille en Sicile en 1860. Elle est institut d'émission de 1867 à 1926 et devient l'une des plus grandes banques de crédit italiennes. 
Elle est définitivement absorbée par le groupe Unicredit en 2010.

## Système bancaire sicilien antérieur
Au XIVe siècle, alors que la Sicile connaît un développement économique et commercial, le système bancaire est constitué par des banques privées siennoises, ainsi que quelques banquiers vénitiens et juifs. Régulièrement, les établissements se retrouvent insolvables après des demandes massives de remboursement de leurs déposants. 
Au XVIe siècle, les banques privées sont concurrencées par l'émergence de banques publiques locales, les tavole, à Trapani, Messine puis Palerme.

## Naissance de Banco di Sicilia
Le royaume des Deux-Siciles naît après le congrès de Vienne et Ferdinand fonde, en 1816, la Banco delle Due Sicilie. Son fils, Ferdinand II, crée sur l'île le 7 avril 1843 deux Casse di Corte dei Borboni, l'une à Palerme et l'autre à Messine, pour encourager les activités de dépôt et de crédit pour les particuliers.
Le gouvernement de Ruggero Settimo lors de la Révolution sicilienne de 1848, crée la Banque nationale de Sicile par la fusion des deux Casse di Corte et introduit le papier-monnaie émis par la Banque nationale. Au retour des Bourbons en mai 1849, les billets de banque sont abandonnés jusqu'en 1860 mais le  décret du 15 août 1850, no 1818, sépare la banque royale en deux entités aux administrations distinctes, l'une continentale qui conserve le nom de Banco delle Due Sicilie, l'autre pour l'île, dirigée par le nouveau lieutenant général pour la Sicile, Carlo Filangieri, qui reçoit le nom de Banco Regio de Domini al di là del Faro.
Le décret du 27 décembre 1858 instaure deux banques d'escompte ce qui permet à Banco di Sicilia de développer une activité de crédit.
Selon l'historien sicilien Giovanni Raffiotta, lors de la Dictature de Garibaldi en 1860, le gouvernement renomme le Banco Regio dei Domini en Banco di Sicilia, pourtant aucune trace de ce nom n'apparaît par la suite.
Après la transformation de la Banco delle Due Sicilie en Banco di Napoli (1863), la Banco di Sicilia est officiellement créée par la loi du 11 août 1867 qui l'institue « établissement public », sous le contrôle de l’État. En 1868, elle émet 500000 billets de 1 lire.

## Développement

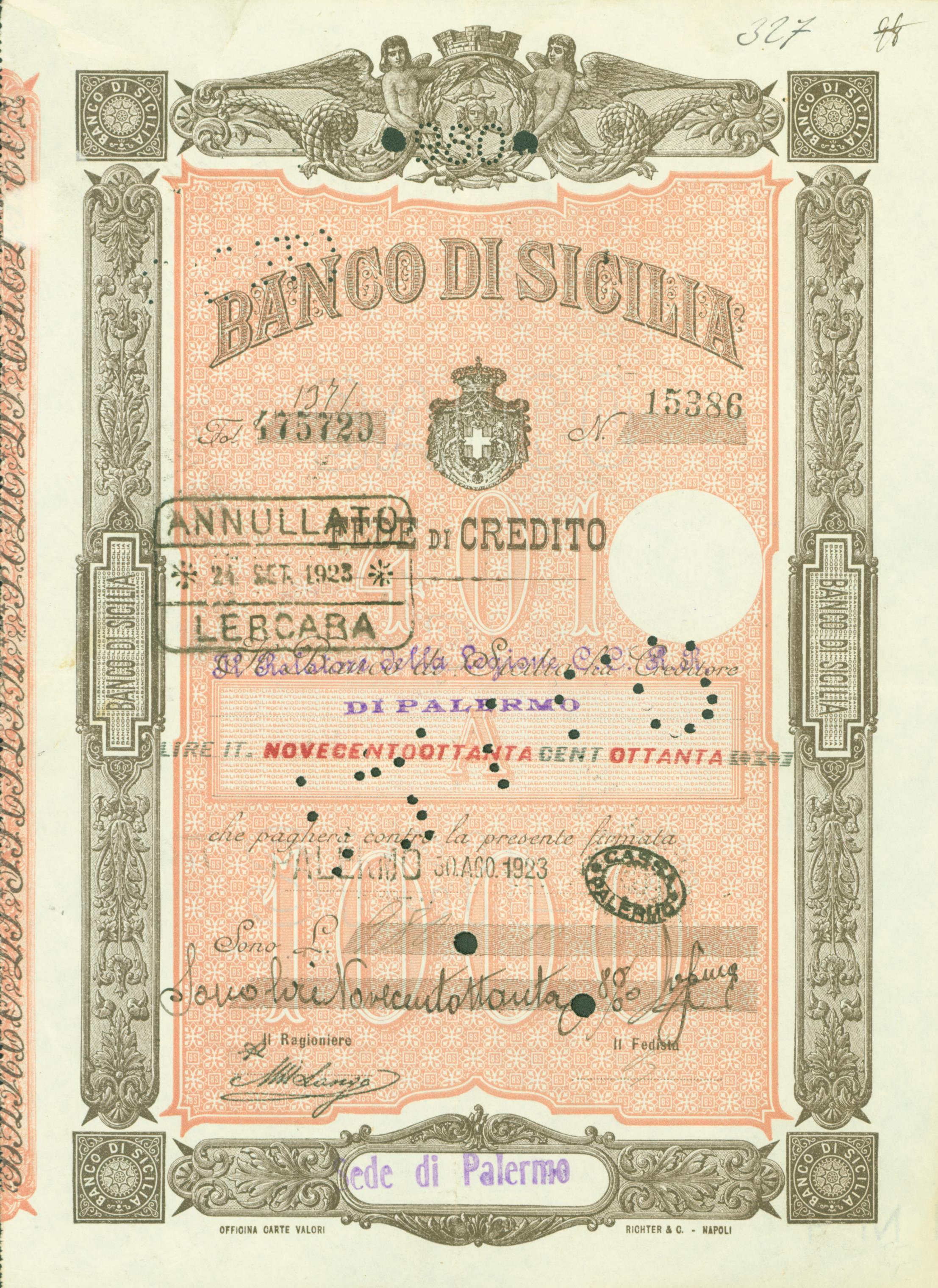
Fede di Credito du Banco di Sicilia en date du 30 Août 1923

En 1870, en l'absence de réglementation nationale pour l'émission de papier-monnaie, Banco di Sicilia émet des billets de banque à valeur fixe, de 1, 2, 5, 10, 20, 50, 100, 200, 500 et 1 000 lires, imposant l'usage des billets de banque dans l'île. La même année, Banco di Sicilia est autorisé à ouvrir d'autres succursales dans l'île et dans la péninsule (Naples, Florence, Gênes puis Rome).
Ne parvenant pas à imposer l'unification des instituts d'émission dans la Banque nationale du Royaume, le gouvernement italien légifère sur la circulation du papier-monnaie en 1874, en autorisant six banques à émettre des billets : Banca Nazionale nel Regno, Banca Nazionale Toscana, Banca Toscana di Credito, Banca Romana, Banco di Napoli et Banco di Sicilia.
Emanuele Notarbartolo conduit Banco di Sicilia de 1876 à 1890, vers plus d'indépendance vis-à-vis de la mafia et des grands propriétaires, avant d'être assassiné en 1893, 
Après le scandale de la Banca Romana, une inspection gouvernementale extraordinaire des instituts d'émission est diligentée en 1893. Banco di Sicilia, fragilisé par de lourdes pertes parmi ses clients, est, selon le rapporteur Gioacchino Busca, « entouré de la plus grande confiance du public, soutenu par un personnel honnête et intelligent, [conservant] encore la force vive nécessaire pour se remettre complètement des effets néfastes subis. ».
Par la loi de 1893, seules la Banque d'Italie, le Banco di Napoli et le Banco di Sicilia peuvent émettre des billets. 
Après que l'établissement sicilien, à partir de 1885, a soutenu financièrement de petites banques populaires et agricoles pour renforcer son influence locale, la loi du 29 mars 1906, n° 100, institue la section du crédit agricole du Banco di Sicilia qui accompagne le développement des coopératives agricoles laïques au détriment du pouvoir ecclésiastique. Entre 1908 et 1913, la banque ouvre 22 nouvelles agences en Sicile, pour atteindre un total de 37 agences. Sous la direction d'Ignazio Mormino à partir de 1922, plusieurs succursales sont ouvertes dans le Nord. Remplaçant progressivement de plus petites banques, elle couvre à la fois le crédit agricole, le crédit au secteur de la construction et le crédit commercial.
Sous l'influence du gouverneur de la Banque centrale italienne, Bonaldo Stringher, et malgré l'opposition du ministre des Finances, Alberto De Stefani, Banco di Sicilia perd sa capacité à émettre de la monnaie 1er juillet 1926 au profit de la centralisation par la Banque d'Italie.
La loi du 12 mars 1936 réorganise le secteur bancaire italien il Banco di Napoli, l’Istituto bancario San Paolo di Torino, il Banco di Sicilia, il Monte dei Paschi di Siena, la Banca nazionale del lavoro, la Banca commerciale, il Credito italiano et il Banco di Roma sont déclarés banques de droit public.
Quand l'île obtient l'autonomie en 1946, le Banco di Sicilia voir ses statuts réécrits par le professeur Salvatore Orlando Cascio (père du futur maire de Palerme Leoluca Orlando). 
Il devient l'un des bras financier de la Région sicilienne, participant par exemple au projet gazoduc entre l'Algérie et la Sicile porté par la Somens dont le Banco di Sicilia détient 4 %, investissant avec la Banca nazionale dans la création d’un établissement italo-tunisien en 1959, et participant avec Bank of America à la création en 1964 d'une Banque du Sahara, détenue à 51 %par la Libye.

## Alliances, regroupement et disparition
La banque sicilienne signe un protocole d'entente avec Banco di Napoli et l'Istituto Bancario San Paolo di Torino, élargi au Monte Dei Paschi di Siena en 1971, tout en conservant chacune autonomie et personnalité juridique.
En 1990, l'établissement devient société par actions détenue par une fondation du même nom, et laisse voir sa fragile capitalisation et ses prêts douteux liés au clientélisme et à l'affairisme politico-mafieuse. En 1997, Mediocredito Centrale reprend Banco di Sicilia avec une augmentation de capital puis la Banca di Roma en prend le contrôle en 1999. En 2002, les deux banques forment avec Bipop-Carire Capitalia, quatrième groupe bancaire italien qui est absorbé en 2007 par Unicredit qui devient le deuxième groupe bancaire européen. Banco di Sicilia disparait en 2010, lors de la transformation du holding Unicredit en établissement bancaire unique par la fusion des cinq banques du groupe (UniCredit Banca, UniCredit Banca di Roma, Banco di Sicilia, UniCredit Private Banking et UniCredit Corporate Banking). 

## Gouvernance

### Directeurs généraux
- octobre 1876 - 6 février 1890 : Emanuele Notarbartolo
- 1890-1893 : Luigi Nervo
- 19 février 1891 - 30 mars 1893 : Giulio Benso della Verdura
- 1893-1903 : Fortunato Vergara di Craco
- Ignazio Mormino
- Salvatore Badami
- [1968] : Francesco Bignardi
- ...- mai 1998 : Cesare Caletti[18]
- mai 1998-janvier 2000 : Giuseppe Spadafora[18]
- janvier 2000-... : Cesare Caletti[18]

### Présidents
- Domenico Peranni
- Giuseppe Dell'Oro
- 1951-1964 : Carlo Bazan
- Ciro de Martino
- 1979-1991 : Giannino Parravicini
- Gianfranco Imperatori
- 1997-janvier 2000 : Alfio Noto
- ...-2008 : Salvatore Mancuso
- 29 avril 2008-2010 : Ivanhoe Lo Bello